# لترمان
لترمان (انگلیسی: Leatherman) شرکت کالای لوکس آمریکایی است، که در سال ۱۹۸۳ تأسیس شد.